# Chantal Fortier
Chantal Fortier (La Ferté-Gaucher) is een weg- en baanwielrenster uit Frankrijk.
Op het Frans nationaal kampioenschap baansprint werd Fortier in 1977 en 1978 derde op het onderdeel sprint.
Op het Frans nationale kampioenschap op de weg won Fortier in 1978.